# Бродський Лев Ізраїльович
Ле́в Ізра́їльович Бро́дський (1852, Златопіль — 1923, Париж) — український і російський капіталіст-цукрозаводчик із династії Бродських, комерційний радник (з 1898), статський радник (з 1911), меценат і благодійник.

## Біографія
Лев Бродський народився в сім'ї єврейського підприємця Ізраїля Марковича Бродського. У 1860 році його батько Ізраїль Бродський переїхав до Одеси зі своєю сім'єю — дружиною Хаєю, чотирма синами і трьома дочками, а в 1866-му перебрався до Києва.
Лев і його старший брат Лазар керували найбільшим у Російській імперії Олександрівським товариством цукрових заводів, володіли Тираспільською паперовою фабрикою, були співвласники парового млина Бродських у Києві, розпоряджалися загалом шістьма акціонерними товариствами, до складу яких входили десять цукрових і три рафінадних заводи. У 1898 році Лев Бродський дістав звання комерційного радника. Був нагороджений багатьма російськими та іноземними орденами і медалями, а в 1900 році отримав на Паризькій виставці за якість представленої продукції орден Почесного легіону. Після смерти брата Лазаря в 1904 році очолив Олександрівське товариство, з 1911 року він статський радник. У 1912 році полишив справи й вийшов із цукрового бізнесу, продавши свій пай банківського синдикату — за 100 мільйонів франків і залишив собі 20% акцій.
Бродському належало багато об'єктів нерухомости — кілька будинків у Києві на вулицях Банковій і Прорізній, готель «Континенталь» (нині — консерваторія). Мав 17 тисяч десятин землі у Херсонській та Тверській губерніях. Перед Жовтневим переворотом купив дім за адресою вулиця Ярославів Вал, 1.
Лев Бродський був театрал, він придбав будівлю, яку раніше орендувала трупа М. М. Соловцова (нині Національний академічний драматичний театр імені Івана Франка). Любив жіноче товариство, був затятим картярем: в одній із його кам'яниць розмістилося засноване ним у 1908 році казино «Конкордія». Перебуваючи в Європі, Лев програвав величезні суми в гральних будинках.
У суспільстві вважався диваком. Набула розголосу історія про небажання мільйонера-мецената Бродського, який жертвував астрономічні суми на благодійність, дати в безплатне громадське користування сходи, що ведуть повз його театр. Він хотів брати за це користування орендну плату — 10 рублів за рік.
У 1918 році Бродський емігрував. Помер 1923 року в Парижі.

## Благодійність
За сімейною традицією, Лев Бродський був меценат і філантроп — загальна сума його пожертвувань на благодійність перевищує два мільйони рублів:
- побудував у 1899 році купецьку синагогу на вулиці Малій Васильківській, поряд з хоральною синагогою, яку збудував старший брат Лазар (нині кінотеатр «Панорама» — вулиця Шота Руставелі, 19.);
- брав участь у заснуванні Художньо-промислового музею, Народної аудиторії та Троїцького народного дому (вул. Велика Васильківська, 53/3 — нині Київський академічний театр оперети);
- фінансував Київську єврейську лікарню, створив при ній гінекологічний відділ;
- фінансував будівництво Першого київського комерційного училища й утримував його;
- фінансував лікарню Лихаревої і дитячу поліклініку;
- фінансував створення Аносовського саду;
- фінансував Товариство денних притулків.

## Посади
- товариш голови Київського біржового комітету
- товариш голови правління Всеросійського товариства цукрозаводчиків
- голова правління і директор-розпорядник Олександрівського, Корюківського та інших цукрових і рафінадних заводів
- член рад Київського приватного комерційного, Російського для зовнішньої торгівлі, Волзько-Камського та Петербурзького міжнародного комерційного банків;
- голова правлінь Київського товариства водопостачання, Київського товариства пивоварних заводів, порохового заводу в Катеринославській губернії, стеаринового заводу в Одесі, Єлисаветградської міської залізниці та ін.

## Сім'я
- Батько — Ізраїль Маркович Бродський, мати — Хая
- Дядьки — Абрам, Зельман, Ісаак і Йосип.
- Брати — Йона (психічно хворий, перебував під опікою братів), Лазар, Соломон.[3]

## Пам'ять
- В 2022 році в Солом'янському районі м. Києва перейменовано вулицю на честь українських меценатів та підприємців Лазаря та Льва Бродських.